# Darlin' (法国乐队)
Darlin'（音译：达林；意译：亲爱的）是一支法国摇滚乐队，由洛朗·布兰科维茨、托马斯·本高特和盖-马努尔·德霍曼-克里斯托于1992年创立。该乐队在英国前卫流行乐队立體聲實驗室（Stereolab）的Duophonic（直译：双音）唱片公司发行了他们的歌曲。乐队成员后来加入了蠢朋克和凤凰乐队。

## 背景
他们的名字取自海滩男孩的同名歌曲Darlin'。该乐队在立体声实验室的Duophonic唱片公司发行了他们的歌曲，收录在与Stereolab、Huggy Bear和Colm合作的合辑《Shimmies in Super 8》中。1995年，他们在唱片Banana Split发行的《De La Viande Pour Le Disco?》合辑中。这盘罕见的限量版磁带包含两首未发行的 Darlin'乐队曲目，名为Untitled 18和Untitled 33。
英国音乐杂志Melody Maker的一篇评论称这种音乐是（a daft punky thrash）『愚蠢的朋克式金属乐鞭打』。因此，在这个短暂的乐队解散后，本高特和德霍曼-克里斯托从1993年起创建了蠢朋克，这是一个成功且享誉世界的电子音乐项目，直到2021年解散。与此同时，布兰科维茨加入了他弟弟克里斯蒂安·马扎莱的凤凰乐队。三人仍然是朋友，最近一次是2010年10月，在麦迪逊广场花园凤凰乐队的返场演出中蠢朋克客串现身。

## 作品集
- 《Shimmies in Super 8》 (1993年4月；Duophonic唱片) (与Stereolab、Huggy Bear和Colm合作的合辑) – 歌曲Cindy So Loud和Darlin'（英语：Darlin' (The Beach Boys song)）
- 《De La Viande Pour Le Disco?》 (1995年；Banana Split唱片) (各种艺术家) – Untitled 18 and Untitled 33